# Wetakedeniya
Wetakedeniya är en administrativ by i Sri Lanka.   Den ligger i provinsen Centralprovinsen, i den centrala delen av landet, 70 km öster om huvudstaden Colombo.